# 海菲爾德 (愛荷華州)
海菲爾德（英語：Hayfield）是位於美國愛荷華州漢考克縣的一個人口普查指定地區。

## 人口
根據2010年美國人口普查的數據，海菲爾德的面積為2.13平方千米，當中陸地面積為2.13平方千米，而水域面積為0.00平方千米。當地共有人口43人，而人口密度為每平方千米20.19人。